# Roza Kooystra
Roza Kooystra (juni 1996) is een Nederlands shorttracker en langebaanschaatsster.
Op het Nederlands kampioenschap shorttrack 2016 behaalde ze een zilveren afstandsmedaille op de 500 meter.

## Records

### Persoonlijke records[3]
| Afstand    | Tijd    | Datum            | Baan       |
| ---------- | ------- | ---------------- | ---------- |
| 500 meter  | 44.77   | 9 juli 2011      | Heerenveen |
| 1000 meter | 1:31.21 | 9 juli 2011      | Heerenveen |
| 1500 meter | 2:22.60 | 14 februari 2011 | Heerenveen |